# Urubitinga
Urubitinga é um gênero de aves acipitriformes pertencente à família dos acipitrídeos (Accipitridae), que inclui as águias, abutres, búteos e gaviões. O gênero possui três espécies, distribuídas desde o sul do México até norte da Argentina, incluindo o Brasil. As espécies do gênero são, comumente, denominadas gaviões ou águias.

## Taxonomia
Seu nome científico vem dos termos da língua tupi urubitinga, utilizado para denominar um "grande pássaro preto", em referência à cor da plumagem dos representantes deste gênero. Anteriormente, suas espécies estavam distribuídas entre os gêneros Buteogallus e Harpyhaliaetus. Com este último tornando-se extinto em 2014, seus representantes foram, posteriormente, reagrupados no gênero Buteogallus.

## Espécies
| Imagem    | Nome comum      | Nome científico       | Autoridade     |
| --------- | --------------- | --------------------- | -------------- |
| sembordas | Águia-solitária | Urubitinga solitaria  | Tschudi, 1844  |
| sembordas | Gavião-preto    | Urubitinga urubitinga | Gmelin, 1788   |
| sembordas | Águia-cinzenta  | Urubitinga coronata   | Vieillot, 1817 |